# جينا باخوير
جينا باخوير (باليونانية: Τζίνα Μπαχάουερ)‏ بالإنجليزية Gina Bachauer
(و. 21 مايو 1910 – ت. 22 أغسطس 1976) عازفة بيانو يونانية.
بدأت دراستها للبيانو في سن الخامسة ولاحقا التحقت بمدرسة المعلمين للموسيقى في باريس وتلقت دروس مع ألفريد كوتو. ظهرت لأول مرة في أثينا عام 1935 حيث عزفت كونشرتو البيانو الأول في مقام سي بيمول الصغير لتشايكوفسكي، بمصاحبة أوركسترا أثينا السيمفوني بقيادة ديمتري متروبوبس. من عام 1937 حتى 1950 عاشت في الإسكندرية بمصر، في حين احتل الألمان وطنها أثناء الحرب العالمية الثانية، قدمت نحو 40 حفل للجنود الحلفاء في الشرق الأوسط. ظهرت أول مرة في لندن عام 1946 حيث قدمت كونشرتو البيانو في مقام لا الصغير لجريج ومن عام 1951 وهي سنة زواجها من المايسترو الإنجليزي أليك شيرمان حتى وفاتها قضت نحو نصف كل عام تقوم بجولات في أمريكا. عام 1971 وقع عليها الاختيار لتقدم أول رسيتال صولو في مركز كنيدي الذي افتتح حديثا في واشنطن العاصمة.
كانت باخوير عازفة بيانو قوية تجد نفسها في العمل العاصف وهو كونشرتو البيانو الثاني لرخمانينوف يمكنها أيضا أن تكون مقنعة في مقطوعات تتطلب لمسة رقيقة مثل بالاد لفوريه. كان لها برامج حفلات كبيرة تبدأ من أعمال باخ وموتسارت وتصل إلى سترافنسكي. أحيانا تبدو الموسيقى لها أثر قوي أكثر منه عميق، لكن حين كانت تعزف، لا شك أنها تعزف على البيانو ولا تغازله أو تستعرض في العزف لكن تعزف عليه بسيطرة وتحكم وقوة.

## هوامش
1. ↑  "Αρχείο Τζίνας Μπαχάουερ" (باليونانية). 11 Νοεμβρίου 2019. Retrieved 8 نوفمبر 2023. {{استشهاد ويب}}: تحقق من التاريخ في: |publication-date= (help)
2. ↑  NPR Encylopedia of Classical Music

## روابط خارجية
- جينا باخوير على موقع ميوزك برينز (الإنجليزية)
- جينا باخوير على موقع أول ميوزيك (الإنجليزية)
- جينا باخوير على موقع ديسكوغز (الإنجليزية)